# White Hall, Alabama
White Hall là một thị trấn thuộc quận Lowndes, tiểu bang Alabama, Hoa Kỳ. Dân số năm 2009 là 935 người, mật độ đạt 24 người/km².